# Scanniello Peak
Scanniello Peak är en bergstopp i Antarktis. Den ligger i Östantarktis. Nya Zeeland gör anspråk på området. Toppen på Scanniello Peak är 2 200 meter över havet.
Terrängen runt Scanniello Peak är huvudsakligen bergig, men den allra närmaste omgivningen är kuperad. Trakten är obefolkad. Det finns inga samhällen i närheten. 